# Victor Martins
Victor Martins (* 16. června 2001 Quincy-sous-Sénart) je francouzský závodní jezdec, který v současnosti závodí ve Formuli 2 za tým ART Grand Prix. Je také členem juniorské akademie Williamsu. Ve Formuli 2 soutěží již třetí sezónu a v roce 2023 obdržel cenu Anthoinea Huberta. Je držitelem titulu ve Formuli 3 z roku 2022.
Ještě před svým působením ve Formuli 3 závodil ve Formula Renault Eurocupu, který v roce 2020 vyhrál. V letech 2016 a 2017 se účastnil Francouzské Formule 4. V roce 2013 začal závodit na motokárách.
Martins se v roce 2025 účastnil i Závodu šampionů, který za Francii společně se Sébastienem Loebem vyhrál.

## Formule 1
Martins byl od roku 2018 členem akademie Renaultu, týmu, který byl později přejmenován na Alpine. Mezitím byl ale v roce 2019 z akademie propuštěn a poté se do nově přejmenované akademie Alpinu vrátil. Před začátkem sezóny 2025 byl ale z akademie opět propuštěn.
Poté se ho ujal Williams a Martins se stal členem jeho akademie. Společně s Lukem Browningem hájí barvy Williamsu ve Formuli 2. S Williamsem také absolvoval test ve starším monopostu na Monze.

## Výsledky
| Legenda k tabulce | Legenda k tabulce                                                                       |
| Barva             | Výsledek                                                                                |
| ----------------- | --------------------------------------------------------------------------------------- |
| Zlatá             | Vítěz                                                                                   |
| Stříbrná          | 2. místo                                                                                |
| Bronzová          | 3. místo                                                                                |
| Zelená            | Bodované umístění                                                                       |
| Modrá             | Nebodované umístění                                                                     |
| Modrá             | Dokončil neklasifikován (NC)                                                            |
| Fialová           | Odstoupil (Ret)                                                                         |
| Červená           | Nekvalifikoval se (DNQ)                                                                 |
| Červená           | Nepředkvalifikoval se (DNPQ)                                                            |
| Černá             | Diskvalifikován (DSQ)                                                                   |
| Bílá              | Nestartoval (DNS)                                                                       |
| Bílá              | Závod zrušen (C)                                                                        |
| Světle modrá      | Pouze trénoval (PO)                                                                     |
| Světle modrá      | Páteční testovací jezdec (TD)                                                           |
| Bez barvy         | Netrénoval (DNP)                                                                        |
| Bez barvy         | Vyřazen (EX)                                                                            |
| Bez barvy         | Nepřijel (DNA)                                                                          |
| Bez barvy         | Odvolal účast (WD)                                                                      |
| Bez barvy         | Nezúčastnil se (prázdné)                                                                |
| Označení          | Význam                                                                                  |
| Tučnost           | Pole position                                                                           |
| Kurzíva           | Nejrychlejší kolo                                                                       |
| †                 | Jezdec nedojel do cíle, ale byl klasifikován, protože odjel více než 90 % délky závodu. |
| ‡                 | Byl udělován poloviční počet bodů, protože bylo odjeto méně než 75 % délky závodu.      |
| Horní index       | Umístění bodujících jezdců ve sprintu                                                   |

### Kompletní výsledky ve Formuli 3
| Rok  | Tým            | 1           | 2         | 3         | 4         | 5           | 6         | 7         | 8         | 9         | 10        | 11        | 12         | 13         | 14          | 15        | 16        | 17         | 18        | 19    | 20    | 21    | Body | Umístění |
| ---- | -------------- | ----------- | --------- | --------- | --------- | ----------- | --------- | --------- | --------- | --------- | --------- | --------- | ---------- | ---------- | ----------- | --------- | --------- | ---------- | --------- | ----- | ----- | ----- | ---- | -------- |
| 2021 | MP Motorsport  | CAT 9       | CAT 2     | CAT 5     | LEC 2     | LEC 3       | LEC 4     | RBR 5     | RBR 26†   | RBR 24    | HUN 15    | HUN 25    | HUN 27     | SPA 5      | SPA 7       | SPA 2     | ZAN 8     | ZAN 1      | ZAN 10    | SOC 3 | SOC C | SOC 8 | 131  | 5. místo |
| 2022 | ART Grand Prix | BHR SPR Ret | BHR FEA 1 | IMO SPR 2 | IMO FEA 9 | CAT SPR Ret | CAT FEA 1 | SIL SPR 2 | SIL FEA 7 | RBR SPR 8 | RBR FEA 2 | HUN SPR 6 | HUN FEA 10 | SPA SPR 21 | SPA FEA Ret | ZAN SPR 7 | ZAN FEA 2 | MNZ SPR 10 | MNZ FEA 4 |       |       |       | 139  | 1. místo |

### Kompletní výsledky ve Formuli 2
| Rok  | Tým            | 1           | 2           | 3           | 4           | 5          | 6          | 7           | 8           | 9           | 10          | 11        | 12          | 13         | 14         | 15          | 16          | 17        | 18        | 19         | 20          | 21        | 22        | 23        | 24          | 25         | 26         | 27         | 28        | Body | Umístění  |
| ---- | -------------- | ----------- | ----------- | ----------- | ----------- | ---------- | ---------- | ----------- | ----------- | ----------- | ----------- | --------- | ----------- | ---------- | ---------- | ----------- | ----------- | --------- | --------- | ---------- | ----------- | --------- | --------- | --------- | ----------- | ---------- | ---------- | ---------- | --------- | ---- | --------- |
| 2023 | ART Grand Prix | BHR SPR 3   | BHR FEA Ret | JED SPR 2   | JED FEA Ret | MEL SPR 15 | MEL FEA 18 | BAK SPR 13† | BAK FEA DSQ | MCO SPR 7   | MCO FEA 8   | CAT SPR 3 | CAT FEA 3   | RBR SPR 2  | RBR FEA 9  | SIL SPR 7   | SIL FEA 1   | HUN SPR 7 | HUN FEA 3 | SPA SPR 4  | SPA FEA 5   | ZAN SPR 2 | ZAN FEA 9 | MNZ SPR 2 | MNZ FEA Ret | YMC SPR 20 | YMC FEA 2  |            |           | 150  | 5. místo  |
| 2024 | ART Grand Prix | BHR SPR 11  | BHR FEA Ret | JED SPR Ret | JED FEA 11  | MEL SPR 7  | MEL FEA 8  | IMO SPR 12  | IMO FEA 9   | MON SPR Ret | MON FEA 9   | CAT SPR 1 | CAT FEA Ret | RBR SPR 10 | RBR FEA 11 | SIL SPR Ret | SIL FEA 5   | HUN SPR 2 | HUN FEA 2 | SPA SPR 12 | SPA FEA Ret | MNZ SPR 2 | MNZ FEA 6 | BAK SPR 4 | BAK FEA 2   | LSL SPR 9  | LSL FEA NC | YMC SPR 19 | YMC FEA 4 | 107  | 7. místo  |
| 2025 | ART Grand Prix | MEL SPR Ret | MEL FEA C   | BHR SPR 14  | BHR FEA 5   | JED SPR 8  | JED FEA 3  | IMO SPR 4   | IMO FEA 12  | MON SPR 17  | MON FEA Ret | CAT SPR 5 | CAT FEA 8   | RBR SPR 7  | RBR FEA 7  | SIL SPR 8   | SIL FEA 19† | SPA SPR 2 | SPA FEA   | HUN SPR    | HUN FEA     | MNZ SPR   | MNZ FEA   | BAK SPR   | BAK FEA     | LSL SPR    | LSL FEA    | YMC SPR    | YMC FEA   | 60*  | 9. místo* |

* sezóna v průběhu